# Vishneve (Bíljorod-Dnistrovski)
Vishneve (en ucraniano: Вишневе, romanizado: Vyshneve) es un pueblo ucraniano perteneciente al óblast de Odesa. Situado en el suroeste del país, forma parte del raión de Bíljorod-Dnistrovski y del municipio (hromada) de Diviziya.

## Toponimia
El nombre del asentamiento en otros idiomas de importancia en el asentamiento es Vishnioye (en ruso: Вишнёвое) o Noul-Caragaci (en rumano: Noul-Caragaci).

## Geografía
El pueblo se encuentra a 20 km de Tatarbunari y a 75 km de Bélgorod del Dniéster, siendo parte de la región histórica de Budyak.

## Historia
Para consolidar su dominio sobre Besarabia, las autoridades zaristas apoyaron desde el comienzo de la guerra el asentamiento de familias de inmigrantes búlgaros y gagaúzos del sur del Danubio en el sur de Besarabia, recibiendo tierras de los ocupantes rusos de Besarabia. El pueblo fue fundado en 1830 por colonos búlgaros. El primer nombre fue Karagach y más tarde, se llamó Nuevo Karagach. Los búlgaros se dedicaban a la cría de ovejas y más tarde se establecieron aquí ucranianos y rumanos sin tierra. La población se fue reponiendo gradualmente con moldavos, rumanos y ucranianos.
En el período previo a la Primera Guerra Mundial, se intensificaron los agravios de los campesinos pobres por la falta de tierra. En noviembre de 1917, los campesinos pobres del pueblo confiscaron las tierras del estado, los terratenientes y los campesinos y las dividieron entre ellos. La localidad pertenecía al Imperio ruso hasta 1918, pero luego pasó al reino de Rumanía con el final de la Primera Guerra Mundial. En el período de entreguerras, el pueblo estaba en la zona de interés de los activistas bolcheviques de la URSS, donde había un comité revolucionario clandestino. Varios aldeanos participaron en el levantamiento de Tatarbunari de septiembre de 1924, organizado por los bolcheviques. 
En 1940 fue tomada por soviéticos como parte de las cláusulas del pacto Ribbentrop-Mólotov. El 7 de agosto de 1940 se creó el óblast de Izmaíl, formada por los territorios del sur de Besarabia que fueron anexados a la República Socialista Soviética de Ucrania. Durante la Segunda Guerra Mundial, entre 1941 a 1944 fue ocupada por el reino de Rumania. 
Hasta 1947, el pueblo llevaba el nombre oficial de Nuevo Karagach (en ucraniano: Новый Карагач), en ese año pasó a llamarse Vishneve. En 1954, se abolió el óblast de Izmaíl y las localidades que la componen se incluyeron en el óblast de Odesa.

## Demografía
La evolución de la población de Vishneve entre 1930 y 2001 fue la siguiente:
| 1477                                                          | 1574 | 1415 |
| (Fuente: Cities & Towns of Ukraine y UKRAINE: Größere Städte) |      |      |

Según el censo de 2001, la lengua materna de la mayoría de los habitantes, el 90,81%, es el ucraniano; 6,36% del rumano; y del ruso, 1,34%.En el censo de 1930, los rumanos eran el 89,10% de la población; los ucranianos, el 5,62%; y los rusos, el 4,06%.

## Economía
Los habitantes del pueblo de Vishneve se dedican principalmente a la agricultura. Se cultivan cereales y vides y se crían animales. En la localidad funcionan un aserradero, una teja y una bodega.

## Infraestructura

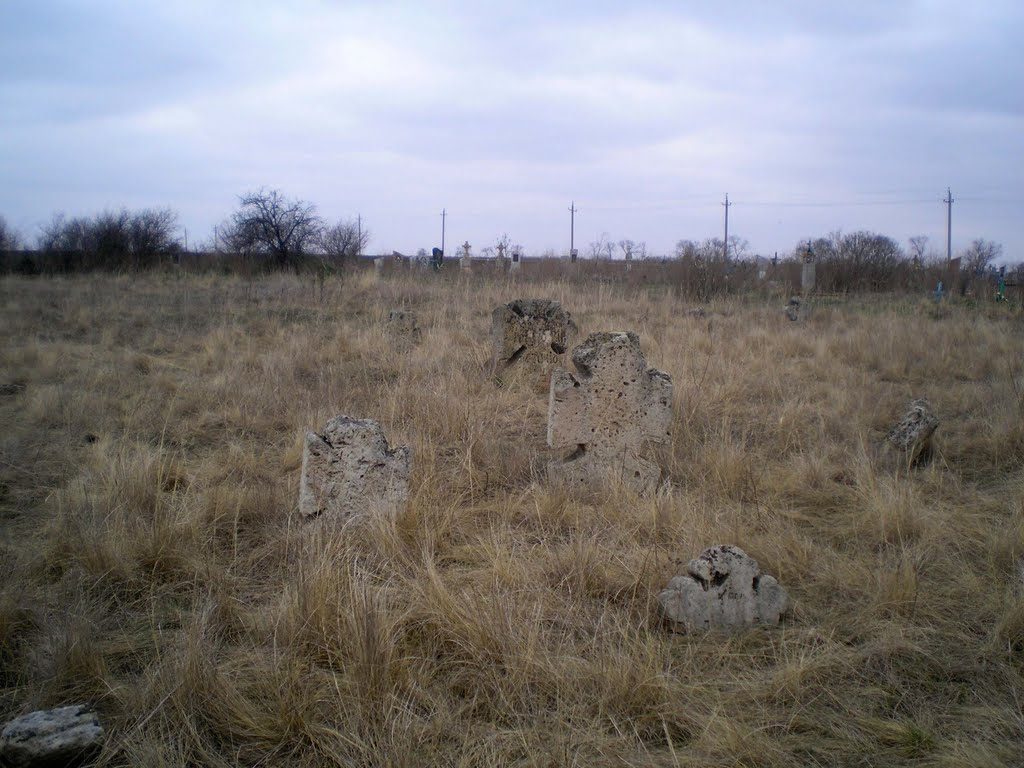
Antiguo cementerio cosaco

### Arquitectura, monumentos y lugares de interés
En los alrededores del pueblo hay un antiguo cementerio cosaco.

### Transporte
Las carreteras T-1610 y H33 conectan el pueblo con Bélgorod del Dniéster.